# Le Thuit-Simer
Le Thuit-Simer település Franciaországban, Eure megyében. Lakosainak száma 486 fő (2018. január 1.).

## Népesség
A település népességének változása:
| Lakosok száma | 143  | 155  | 243  | 342  | 347  | 384  | 430  | 458  | 479  | 486  |
|               | 1962 | 1968 | 1982 | 1990 | 1999 | 2008 | 2011 | 2013 | 2017 | 2018 |